# Nug-Kleinautowerke Niebaum, van Horn & Co.
La Nug-Kleinautowerke Niebaum, van Horn & Co. - e secondo altre fonti Nug-Kraftfahrzeugwerke Niebaum, van Horn & Co. - fu un costruttore tedesco di automobili.

## Storia
La società ebbe sede a Herford. Una fonte cita che in tale luogo vi fu solo la fabbrica, presente in una Gasgeneratorenfabrik, e la sede in Hannover. La produzione di automobili fu tra il 1921 e il 1925.

## Autoveicoli
L'azienda fabbricò utilitarie. Per la propulsione fu usato un motore da quattro cilindri distribuzione IOE. Il motore aveva 960 cm³ cilindrata e 18 HP (13 kW) di potenza, montato anteriormente e con cambio a tre marce e trasmissione posteriore. Data la scarsa larghezza della carreggiata rinunciarono al differenziale. Il veicolo aveva due posti. Secondo alcune fonti vi era anche una versione Limousine. La velocità massima di 80 km/h.
Un veicolo del 1921 prese parte alla Berliner AVUS.
Lo storico delle automobili Erwin Tragatsch nel 1971 nella edizione di marzo della Automobil- und Motorrad-Chronik, esiste un esemplare del veicolo in Vestfalia.